# Luton North (circonscription britannique)
Pour les articles homonymes, voir Luton (homonymie).
Circonscription parlementaire de la Chambre des communes
La circonscription de Luton North est une circonscription électorale anglaise située dans le Bedfordshire et représentée à la Chambre des communes du Parlement britannique.

## Géographie
La circonscription comprend:
- La partie nord de la ville de Luton

## Députés
Les Members of Parliament (MPs) de la circonscription sont:
| Législature                                                                         | Années         | Député | Député         | Parti        |
| ----------------------------------------------------------------------------------- | -------------- | ------ | -------------- | ------------ |
| Luton North issue de Luton West, Mid Bedfordshire, South Bedfordshire et Luton East |                |        |                |              |
| 49e                                                                                 | 1983–1987      |        | John Carlisle  | Conservateur |
| 50e                                                                                 | 1987–1992      |        | John Carlisle  | Conservateur |
| 51e                                                                                 | 1992–1997      |        | John Carlisle  | Conservateur |
| 52e                                                                                 | 1997–2001      |        | Kelvin Hopkins | Travailliste |
| 53e                                                                                 | 2001–2005      |        | Kelvin Hopkins | Travailliste |
| 54e                                                                                 | 2005–2010      |        | Kelvin Hopkins | Travailliste |
| 55e                                                                                 | 2010–2015      |        | Kelvin Hopkins | Travailliste |
| 56e                                                                                 | 2015–2017      |        | Kelvin Hopkins | Travailliste |
| 57e                                                                                 | 2017–2017      |        | Kelvin Hopkins | Travailliste |
| 57e                                                                                 | nov. 2017-2019 |        | Kelvin Hopkins | Indépendant  |
| 58e                                                                                 | 2019–Présent   |        | Sarah Owen     | Travailliste |